# Otmar Schmelzer

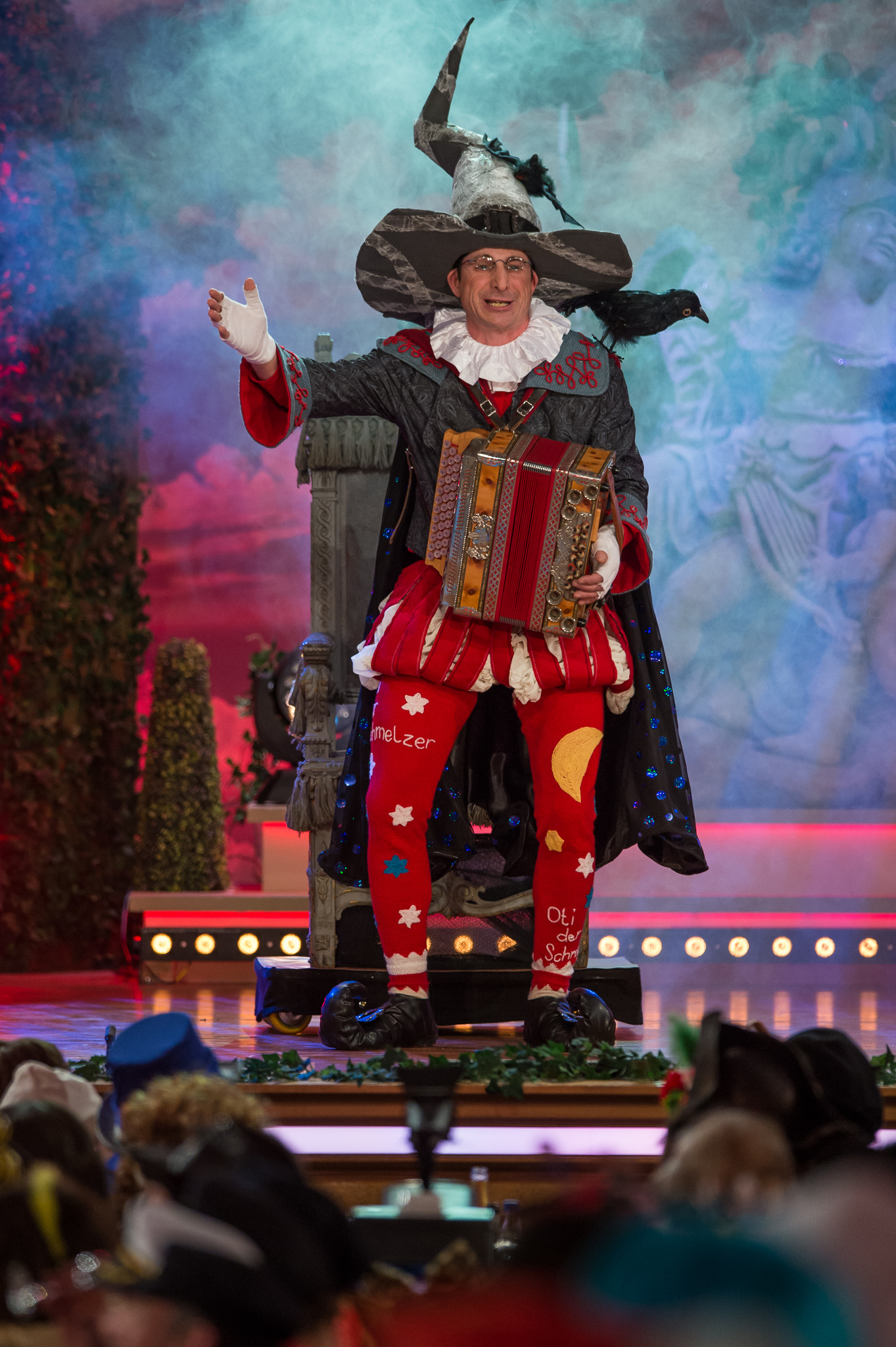
Oti Schmelzer als Zauberlehrling bei der Fastnacht in Franken 2018

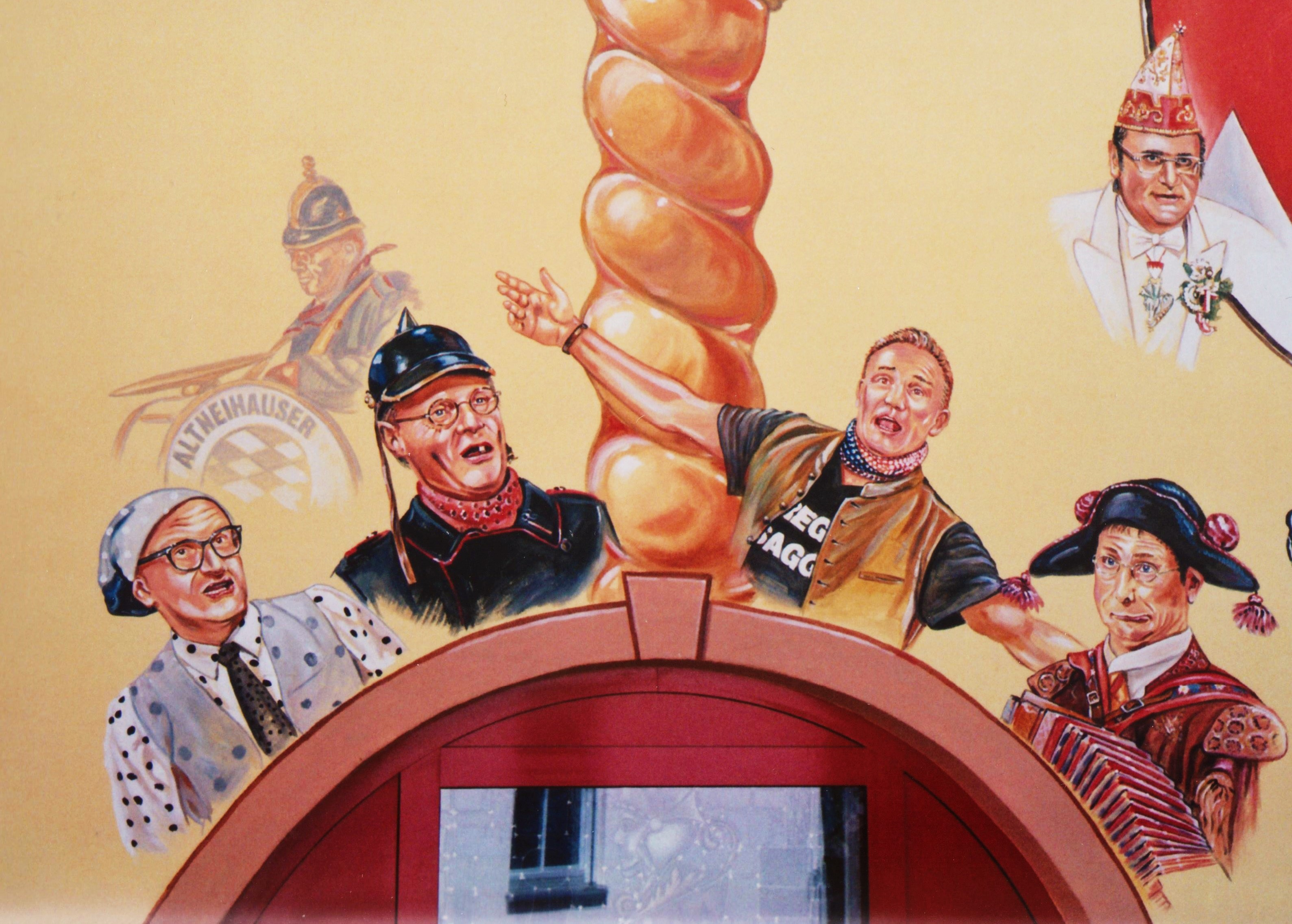
Karikatur Oti Schmelzers (unten rechts) am Haus der Fränkischen Fastnacht in Veitshöchheim

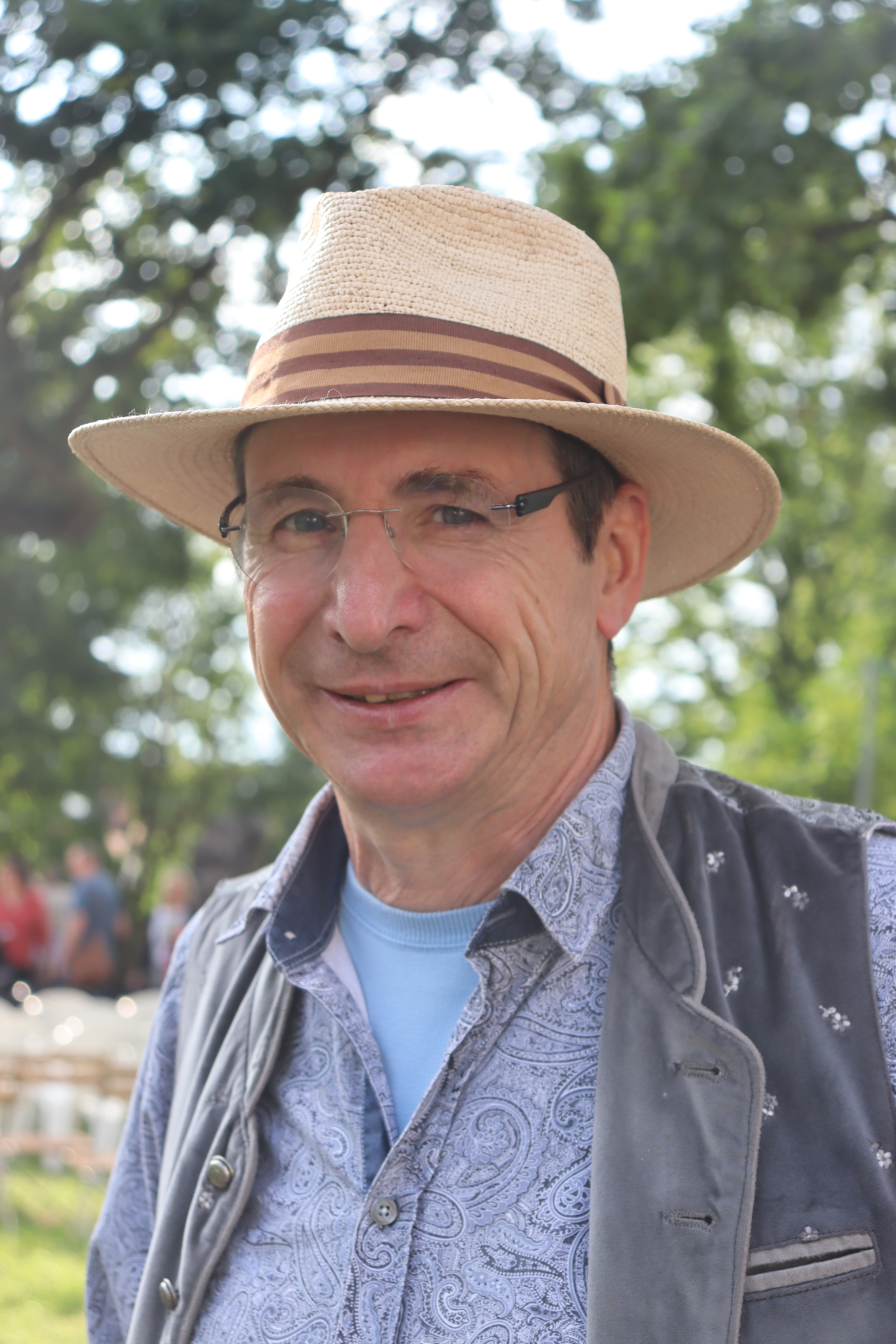
Otmar Schmelzer 2025

Otmar Ernst Schmelzer (meist Oti Schmelzer, auch Oti der Schmelzer bzw. Otiderschmelzer) (* 2. Februar 1961) ist ein deutscher Kabarettist und Winzer aus Oberschwappach, Gemeinde Knetzgau im Steigerwald in Unterfranken.

## Kabarett
Schmelzer stammt aus einer Oberschwappacher Bauernfamilie. Bereits mit elf Jahren begann er humoristisch aktiv zu werden, es folgte ein Engagement im Oberschwappacher Dorffasching. Später trat er in ganz Franken auf. 1999 kam er als Vertretung für Wolfgang Düringer zu seinem ersten Auftritt bei der Fastnacht in Franken in Veitshöchheim. Von Anfang an gehörte er zum Ensemble der närrischen Weinprobe in Würzburg. Seit 2004 betreibt er auf seinem Hof in Oberschwappach die Bescheuerte Weindunstbühne, die jährlich in rund fünfzehn Vorstellungen von insgesamt etwa 1500 Zuschauern besucht wird. Seit 2011 gehörte er zum festen Stamm der Fastnacht in Franken. Dort tritt er stets in aufwändigen Kostümen auf, sein Markenzeichen sind lange, gesungene Reimfolgen, die er auf der Harmonika begleitet. Bei der Sendung 2025 gab er seinen Abschied von „Fastnacht in Franken“ bekannt.

## Weinbau
Mit 23 Jahren bekam Schmelzer den Hof seiner Eltern überschrieben. Die Äcker verpachtete er, während er den Weinbau vergrößerte  und die Qualität steigerte. So war er beispielsweise der erste in Oberschwappach, der seine Weinberge begrünte. Heute erzeugt er jährlich etwa 7000 Flaschen.

## Privates
Schmelzer ist der jüngste von drei Brüdern und Vater zweier Töchter. Er verfügt über eine abgeschlossene Lehre zum Gärtner, weswegen er später die Ausbildung zum Winzer in nur drei Jahren berufsbegleitend absolvieren konnte. Hauptberuflich arbeitete er seit über 30 Jahren als Straßenwärter bei der Autobahnmeisterei Knetzgau an der A 70. Zu seinen Hobbys gehören das Joggen samt Marathonlauf und das Schachspiel sowie das Musizieren mit der Posaune und der Steirischen Harmonika. Er ist gläubiger Katholik, steht der Kirche aber bisweilen kritisch gegenüber. Die Sendereihe Lebenslinien des Bayerischen Fernsehens widmete ihm 2018 eine eigene Folge.

## Ehrungen
- Schmelzer erhielt am 5. Juli 2023 den Bayerischen Verdienstorden aus der Hand von Ministerpräsident Markus Söder.[5]